# EHF Challenge Cup 2000/01
Am EHF Challenge Cup 2000/01 nahmen 19 Handball-Vereinsmannschaften teil, die sich in der vorangegangenen Saison in ihren Heimatländern für den Wettbewerb qualifiziert hatten. Es war die 1. Austragung des Challenge Cups, der den EHF City Cup ersetzte. Dessen letzter Gewinner war TV Großwallstadt. Die Pokalspiele begannen am 11. November 2000 und das zweite Finalspiel fand am 28. April 2001 statt. Im Finale konnte sich der jugoslawische Vertreter RK Jugović Kać gegen den schweizerischen Verein Pfadi Winterthur durchsetzen.

## Modus
Der Wettbewerb startete mit drei Spielen in Runde 3. Die Sieger zogen in Runde 4 ein, in der weitere, höher eingestufte, Mannschaften einstiegen. Alle Runden inklusive des Finales wurden im K.-o.-System mit Hin- und Rückspiel durchgeführt. Der Gewinner des Finales war EHF Challenge Cup Sieger der Saison 2000/01.

## Runde 3
|                    | Gesamt |                      | Hinspiel | Rückspiel |
| ------------------ | ------ | -------------------- | -------- | --------- |
| A.C. Doukas School | 67:46  | Željezničar Sarajevo | 39:16    | 28:30     |
| AC Latsia Nicosia  | 34:52  | HB Dudelange         | 16:24    | 18:28     |
| Dragūnas Klaipėda  | 61:56  | SK Reval Sport       | 37:29    | 24:27     |

## Runde 4
|                     | Gesamt |                         | Hinspiel | Rückspiel |
| ------------------- | ------ | ----------------------- | -------- | --------- |
| SSV Brixen          | 50:37  | HBC Ajax Lebbeke        | 23:20    | 27:17     |
| HC Hard             | 40:52  | HC Portovik Juschne     | 19:24    | 21:28     |
| Madeira Andebol SAD | 39:40  | Śląsk Wrocław           | 19:19    | 20:21     |
| HB Dudelange        | 36:61  | RK Jugović Kać          | 21:34    | 15:27     |
| US Ivry HB          | 49:46  | A.C. Doukas School      | 26:21    | 23:25     |
| Minaur Baia Mare    | 59:40  | Trabzon Belediyespor    | 33:15    | 26:25     |
| Pfadi Winterthur    | 59:49  | Dragūnas Klaipėda       | 28:24    | 31:25     |
| E&O Emmen           | 34:68  | Lokomotiv Tscheljabinsk | 14:35    | 20:33     |

## Viertelfinals
|                  | Gesamt |                         | Hinspiel | Rückspiel |
| ---------------- | ------ | ----------------------- | -------- | --------- |
| Pfadi Winterthur | 46:40  | HC Hard                 | 26:17    | 20:23     |
| SSV Brixen       | 51:49  | Lokomotiv Tscheljabinsk | 29:26    | 22:23     |
| RK Jugović Kać   | 49:48  | US Ivry HB              | 33:25    | 16:23     |
| Minaur Baia Mare | 41:54  | Śląsk Wrocław           | 23:22    | 18:32     |

## Halbfinals
|                | Gesamt  |                  | Hinspiel | Rückspiel |
| -------------- | ------- | ---------------- | -------- | --------- |
| Śląsk Wrocław  | 57:57 * | Pfadi Winterthur | 34:28    | 23:29     |
| RK Jugović Kać | 50:46   | SSV Brixen       | 27:19    | 23:27     |

## Finale
Das Hinspiel fand am 21. April 2001 vor 1.800 Zuschauern in der Eulachhalle in Winterthur statt und das Rückspiel am 28. April vor 3.000 Zuschauern in Kać. In der Premierensaison war RK Jugović Kać der erste Gewinner des EHF Challenge Cups.
|                  | Gesamt |                | Hinspiel | Rückspiel |
| ---------------- | ------ | -------------- | -------- | --------- |
| Pfadi Winterthur | 49:53  | RK Jugović Kać | 27:27    | 22:26     |

Hinspiel: 27:27 (12:14)
Pfadi Winterthur: Simon Osterwalder, Rolf Dobler – Manuel Liniger (2), Gábor Vass (3), Michel Stauber, Patrik Dieffenbach, Cho Chi-hyo (6), Kang Jae-won (5/1), Matthias Zumstein, Goran Perkovac (6/1), Erich Studer (1), Thomas Gautschi. Trainer: Kang Jae-won (Spielertrainer).
RK Jugović Kać: Arpad Šterbik, Svetislav Verkić – Dragan Gvozdenović  (2), Goran Arsenić (5/1), Nenad Savić, Dušan Todorović, Tihomir Doder (4), Nebojša Jokić (2/1), Milorad Krivokapić (2), Milan Mirković, Milorad Despotović (2), Božo Rudić (10). Trainer: Branislav Zeljković.
Schiedsrichter:  Ján Beňo und Vladimír Rančik
Rückspiel: 26:22 (13:12)
RK Jugović Kać: Arpad Šterbik, Svetislav Verkić – Dragan Gvozdenović (4), Goran Arsenić (5), Nebojša Jokić (10/1), Nenad Savić, Dušan Todorović, Milorad Krivokapić (2), Tihomir Doder (3), Milan Mirković, Milorad Despotović (1), Božo Rudić (1). Trainer: Branislav Zeljković.
Pfadi Winterthur: Simon Osterwalder, Rolf Dobler – Gábor Vass, Manuel Liniger (3), Patrik Dieffenbach (2), Matthias Zumstein (2), Cho Chi-hyo (3), Thomas Gautschi (2), Kang Jae-won (6), Goran Perkovac (4/2), Nikolas Dronjak. Trainer: Kang Jae-won (Spielertrainer).
Schiedsrichter:  Václav Kohout und Ivan Dolejš